# 카불리 팔라우
카불리 팔라우(다리어: کابلی پلو, 파슈토어: کابلي پلاو 카블리 팔라우) 또는 까빌리 팔라우(다리어: قابلی پلو)는 아프가니스탄의 팔라우(필라프)이다. 인디카쌀과 양고기, 당근, 건포도가 들어간다.
"카불식 필라프"라는 뜻의 이름과 달리 카불에서 생겨난 음식은 아니며, 아프가니스탄 북부에서 박트리아 시기부터 먹었던 것으로 추정된다. "아프간식 필라프"라는 뜻의 아프가니 팔라우(다리어: افغانی پلو, 파슈토어: افغانی پلاو)로도 불리며, 아프가니스탄 북부의 우즈베키스탄 접경 지역에서 우즈베크인들이 만드는 버전은 우즈바키 팔라우(다리어: ازبکی پلو, 파슈토어: اوزبکي پلاو 오즈바키 팔라우)라고도 불린다.

## 같이 보기
- 팔로브